# 本原過剩數
本原過剩數（Primitive abundant number）也稱為本原豐數，為一數學用語，是指一個整數本身為過剩數，而其真因數（小於本身的因數）均為虧數。過剩數及完全數的倍數都會是過剩數，因此本原過剩數可視為除了過剩數及完全數的倍數之外的過剩數。
例如，數字20因為有以下的性質，因此是本原過剩數：
1. 其真因數的和為1 + 2 + 4 + 5 + 10 = 22，大於20，因此20為過剩數。
2. 其真因數1, 2, 4, 5, 10的真因數和分別是0, 1, 3, 1, 8，因此其真因數均為虧數。

頭幾個本原過剩數為：
20, 70, 88, 104, 272, 304, 368, 464, 550, 572 ... （OEIS數列A071395）
奇數的本原過剩數中，最小的是945。

## 性質
- 所有本原過剩數的倍數均為過剩數。
- 所有過剩數都是本原過剩數或是完全數的倍數。
- 本原過剩數共有無限多個。
- 小於等於n的本原過剩數個數為{\displaystyle O\left({\frac {n}{\log ^{2}(n)}}\right)\,}[3]。